# Mindelheim
Mindelheim er en by og en kommune i den schwabiske Landkreis Unterallgäu i den tyske delstat Bayern.

## Geografi
Mindelheim ligger i Mittelschwaben og har navn efter floden Mindel på den såkaldte Riedelrücken i det bayerske Alpenvorland omkring 60 kilometer syd for Augsburg og omkring 90 kilometer vest for delstatshovedstaden München.

### Ausdehnung des Stadtgebietes
I kommunen ligger følgende bydele og landsbyer:
| - Bergerhausen - Doldenhausen - Gernstall - Heimenegg - Jägersruh - Katzenhirn - Lohhof | - Mindelau - Mindelheim - Nassenbeuren - Oberauerbach - Sankt Anna - Sankt Georgenberg - Unggenried | - Unterauerbach - Untere Ziegelhütte - Weihermühle - Westernach - Wiesmühle |

Selve byområdet består af bydelene Mindelheim, Gernstall, Heimenegg, Mindelau, Nassenbeuren, Oberauerbach, Unterauerbach og Westernach.